# Curt A. Stark
Curt A. Stark, nato Kurt Schöltzel-Stark (1878 – Transilvania, 2 ottobre 1916), è stato un regista, attore e sceneggiatore tedesco teatrale e cinematografico.
Era conosciuto anche con il nome Kurt Stark.

## Biografia
Sposò l'attrice Henny Porten il 10 ottobre 1912. Il matrimonio durò fino alla morte di Stark che morì in battaglia il 2 ottobre 1916 in Romania, durante la prima guerra mondiale.

## Filmografia
La filmografia - basata su IMDb - è completa.

### Regista
- Das Liebesglück der Blinden, co-regia Heinrich Bolten-Baeckers (1911)
- Ein Leben
- Liebe und Leidenschaft, co-regia Adolf Gärtner (1911)
- Im goldenen Käfig (1912)
- Maskierte Liebe, co-regia Adolf Gärtner (1912)
- Kämpfende Herzen (1912)
- Jung und Alt (1912)
- Der Schatten des Meeres (1912)
- Henny Portens Reise nach Köln zur Eröffnung des Modernen Theaters (1912)
- Um Haaresbreite (1912)
- Erloschenes Licht (1913)
- Mimosa-san (1913)
- Eva (1913)
- Ihr guter Ruf (1913)
- Il nemico ha varcato la frontiera (Der Feind im Land) (1913)
- Fede vacillante (Der wankende Glaube)
- Contessina Ursel (Komtesse Ursel) (1913)
- Das Opfer
- Via della vita (Der Weg des Lebens)
- Sua Eccellenza (Ihre Hoheit)
- Delirio d'amore (Um das Glück betrogen) (1914)
- Nella valle del sogno (Das Tal des Traumes) (1914)
- La grande peccatrice (Die große Sünderin) (1914)
- Bergnacht (1914)
- Ein Überfall im Feindesland (1914)
- Rosa del nord (Nordlandrose) (1914)
- Gretchen Wendland (1914)
- Durchs Ziel (1914)
- Alessandra (Alexandra) (1915)

### Attore
- Perlen bedeuten Tränen, regia di Adolf Gärtner (1911)
- Der Müller und sein Kind, regia di Adolf Gärtner (1911)
- Ein Leben
- Adressatin verstorben, regia di Adolf Gärtner (1912)
- Maskierte Liebe, regia di Adolf Gärtner, Curt A. Stark (1912)
- Des Lebens Würfelspiel, regia di Adolf Gärtner (1912)
- Der Schatten des Meeres, regia di Curt A. Stark (1912)
- Der Kuß des Fürsten, regia di Adolf Gärtner (192)
- Ihr guter Ruf, regia di Curt A. Stark (1913)
- Das Opfer
- Das Tal des Traumes, regia di Curt A. Stark (1914)
- Rosa del nord (Nordlandrose), regia di Curt A. Stark (1914)
- Adoptivkind, regia di Rudolf Biebrach (1914)

### Sceneggiatore
- Henny Portens Reise nach Köln zur Eröffnung des Modernen Theaters